# 7e armée (Autriche-Hongrie)
Pour les articles homonymes, voir 7e armée.

L'Armeegruppe Pflanzer-Baltin, créé en septembre 1914, devenu en mai 1915 la 7e armée austro-hongroise, est une grande unité (armée) de l'armée austro-hongroise pendant la Première Guerre mondiale. Elle est engagée sur le front de l'Est face à l'armée impériale russe (1914-1916) puis sur le front roumain (1916-1918). Elle est dissoute en avril 1918.

## Historique

### 1914

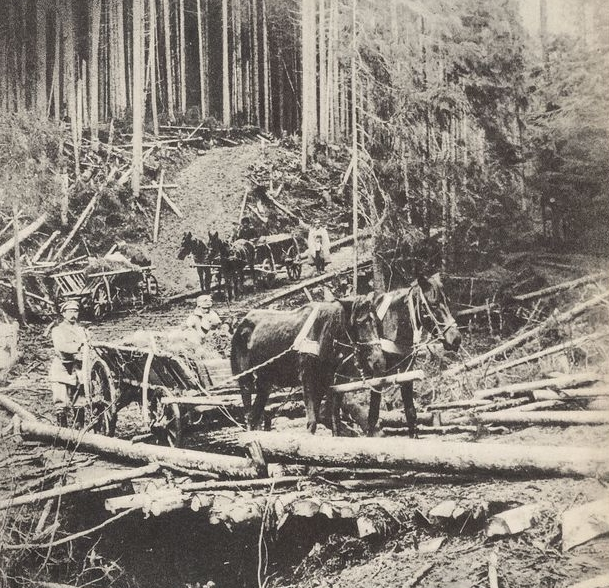
Transport hippomobile de la Légion polonaise dans les Carpates, 1914

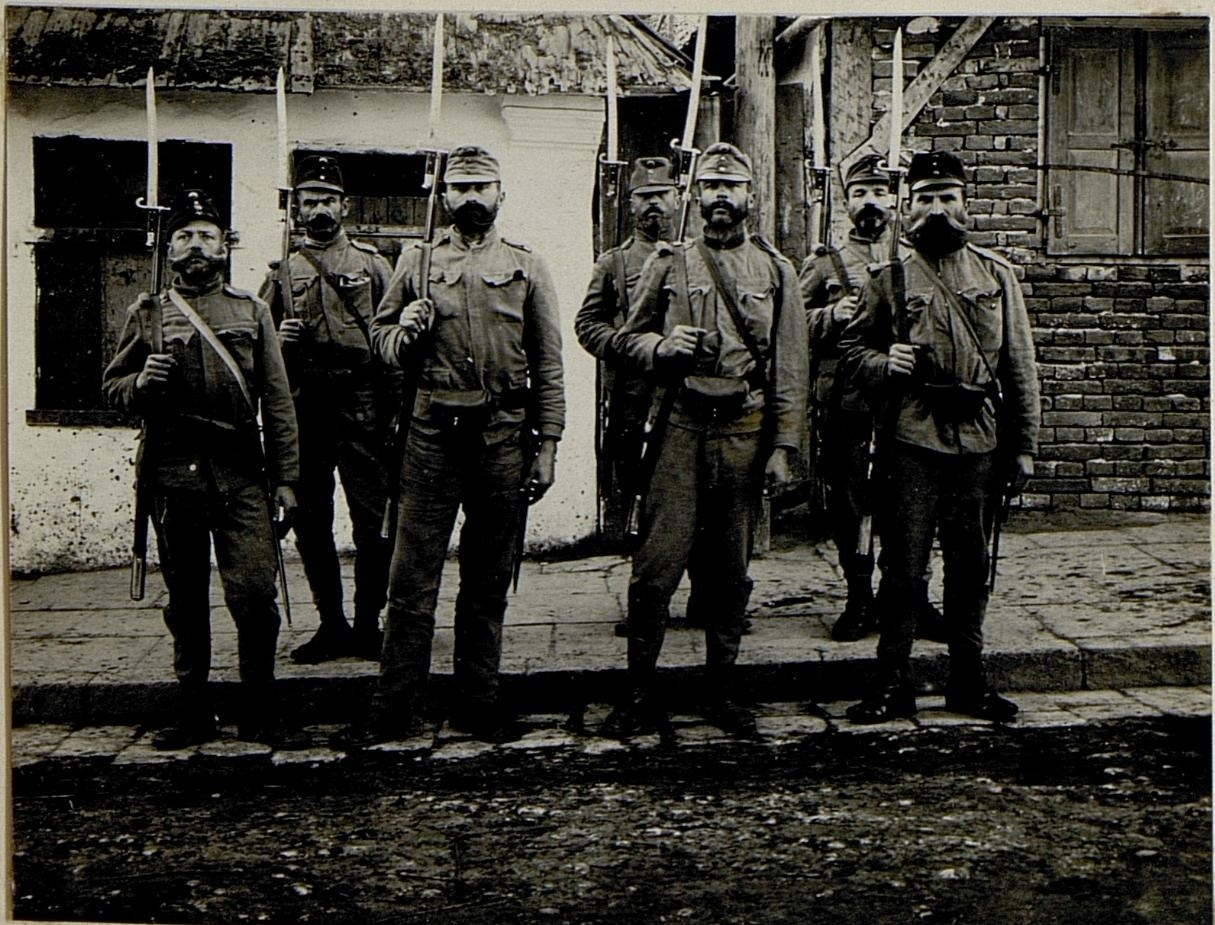
Infanterie improvisée dans les Carpates, 1915

Au début de la guerre, la province austro-hongroise de Bucovine est menacée par la 8e armée russe du général Alexeï Broussilov, déployée le long de la rivière Zbroutch qui marque la frontière des deux empires. Le Feldmarschall-Leutnant Johann Karg von Bebenburg, qui commande ce secteur, ne dispose que de la 38e division de Honvéd (armée territoriale hongroise, équivalent de la Landwehr en Cisleithanie) et la 102e brigade de Landsturm. La défaite austro-hongroise de la bataille de Lemberg (Lviv), en août-septembre 1914, ouvre la Galicie et la Bucovine à l'invasion : le XXIVe corps russe s'empare de Stry et Stanislav (Ivano-Frankivsk), les Austro-Hongrois ne conservant qu'une partie de la Bucovine avec Tchernivtsi, capitale de la province.
Une Armeegruppe (groupe d'unités) est constitué le 26 septembre 1914 sous le commandement du General der Kavallerie Karl von Pflanzer-Baltin sur la ligne du Dniestr, composé essentiellement de troupes territoriales :
- 55e division (Peter von Hofmann)
- 56e division (Wilhelm Anton Michael von Attems-Petzenstein)
- 54e division (Emil Schultheisz von Devecser)
- 52e division (Franz Schreitter von Schwarzenfeld)
- 2e légion polonaise (Karol Durski-Trzaska (en) assisté par le lieutenant-colonel Józef Haller)

L'Armeegruppe Pflanzer-Baltin doit défendre la position stratégique du col d'Oujok, une des voies d'accès à la plaine hongroise.
Plus au sud, la ligne du Siret est tenue par le groupe du lieutenant-colonel Eduard Fischer composé de gendarmes et de volontaires de différentes ethnies, s'appuyant sur les lignes montagneuses de Gura Humorului et Kimpolung : ce groupe parvient à arrêter l'avance russe.
Au milieu d'octobre 1914, au col de Pantyr près de Rafailowa, la brigade polonaise de Józef Haller couvre le flanc de la 56e division de Honvéd contre une offensive russe vers Nadvirna. Le 22 octobre, le corps Durski mène une contre-attaque en direction de Dolyna et Stry. En novembre 1914, le corps russe du général Andreï Selivanov reprend l'offensive sur le Dniestr et s'empare de Tchernivtsi le 20 novembre.

### 1915

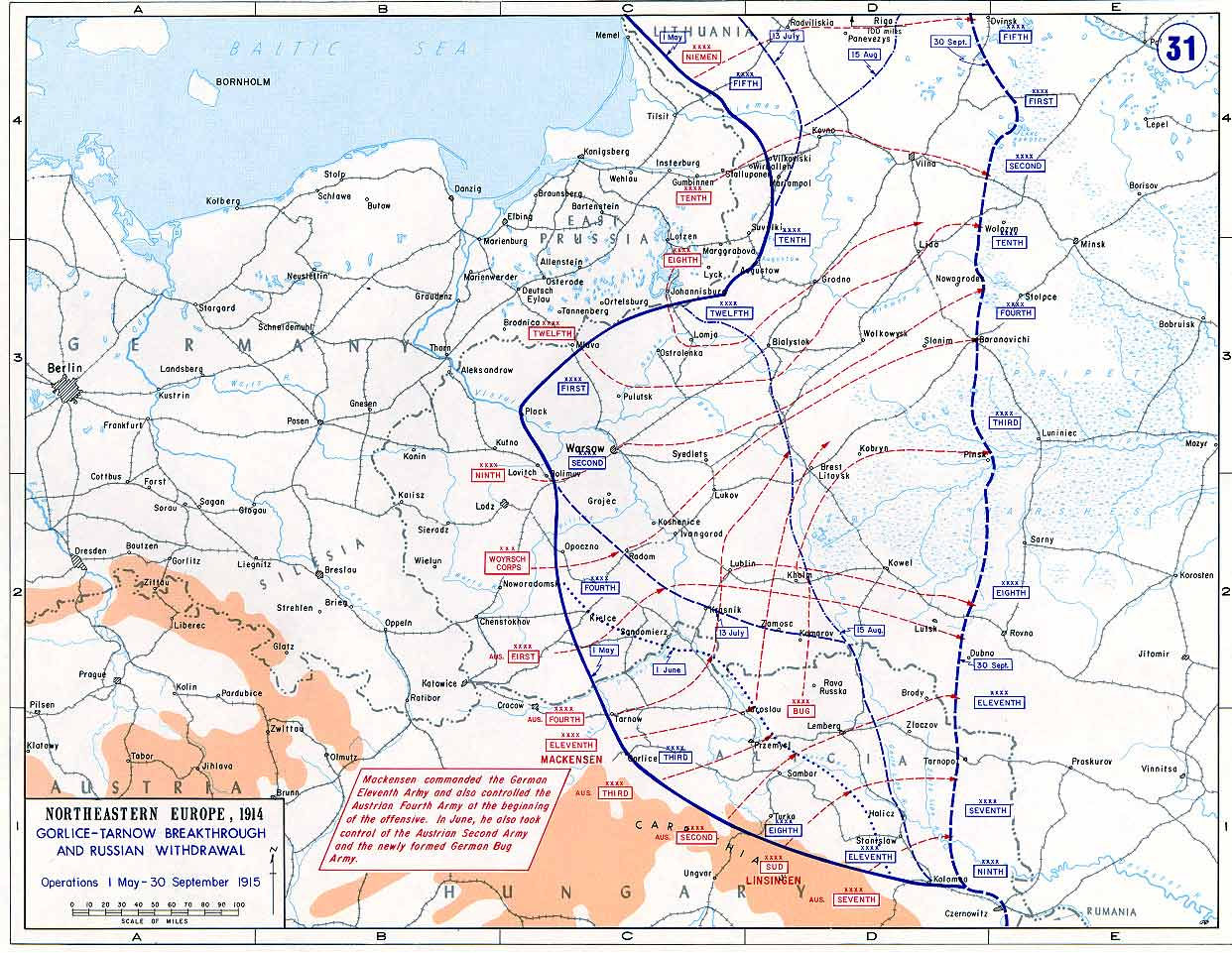
La 7e armée au sud-est du front, mai-septembre 1915.

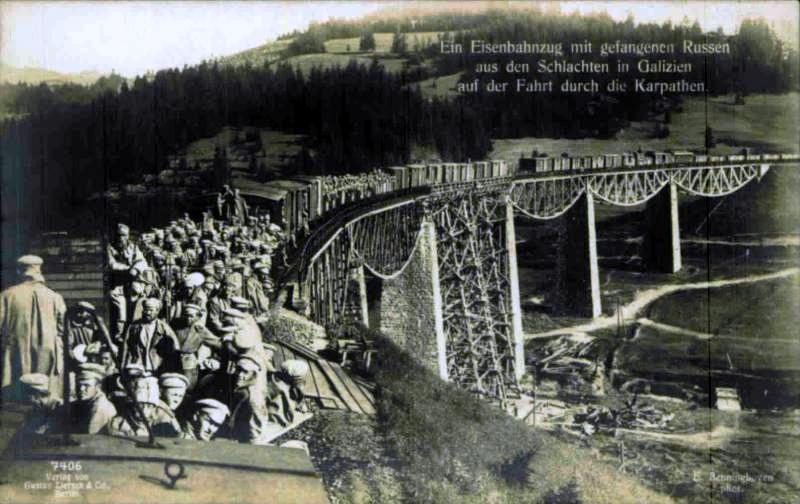
Un train de prisonniers de guerre russes traversant les Carpates, 1915.

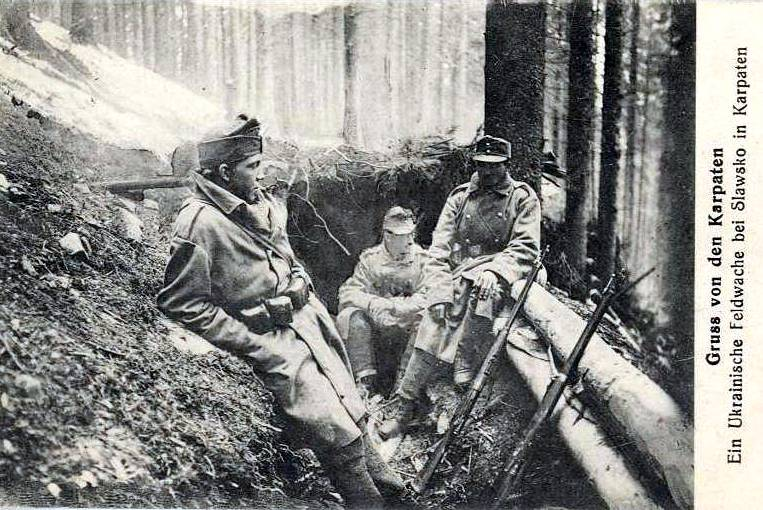
Poste de garde austro-hongrois à Slavsko dans les Carpates, 1915.

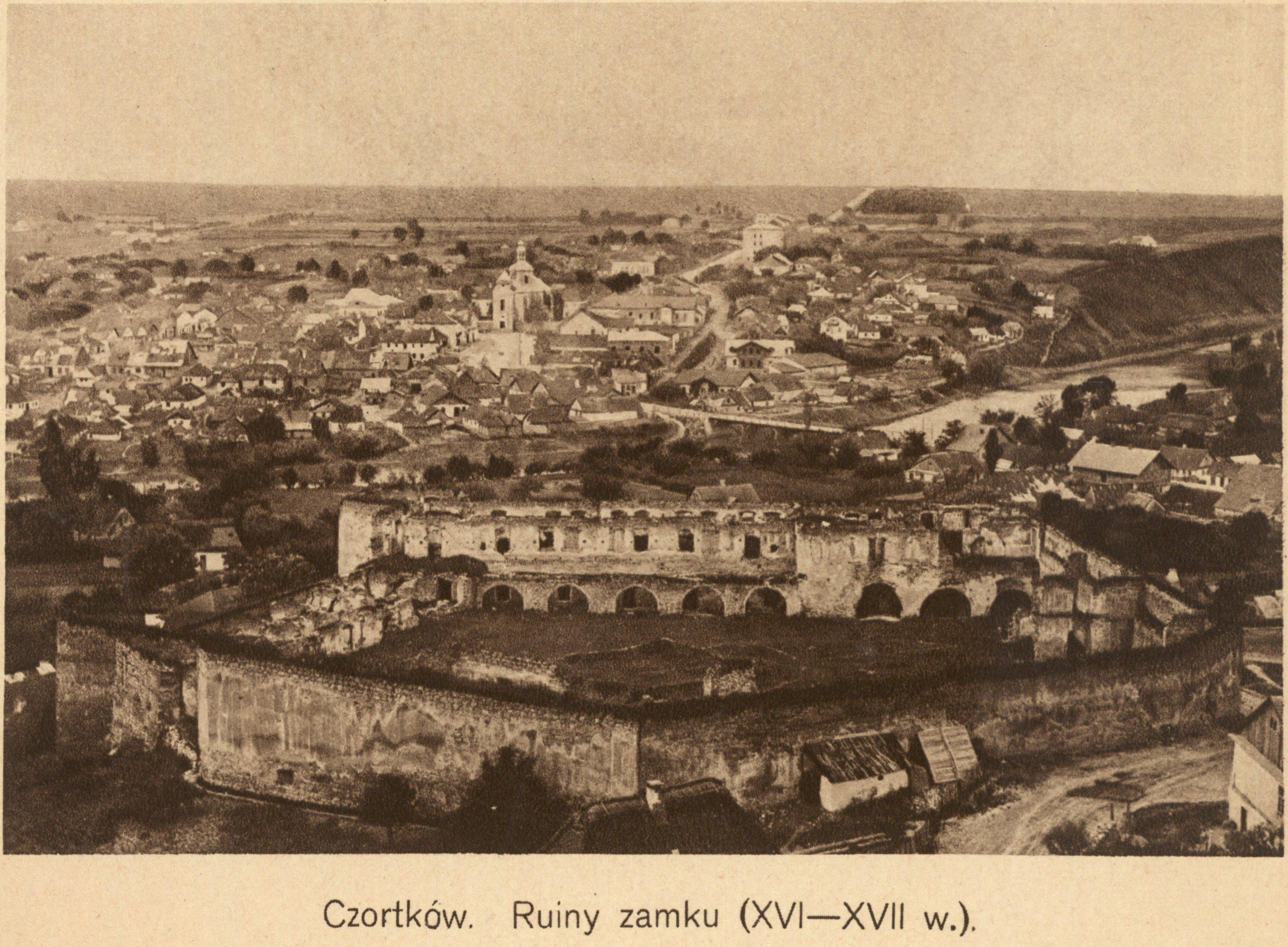
Le bourg de Tchortkiv au début du XXe s.

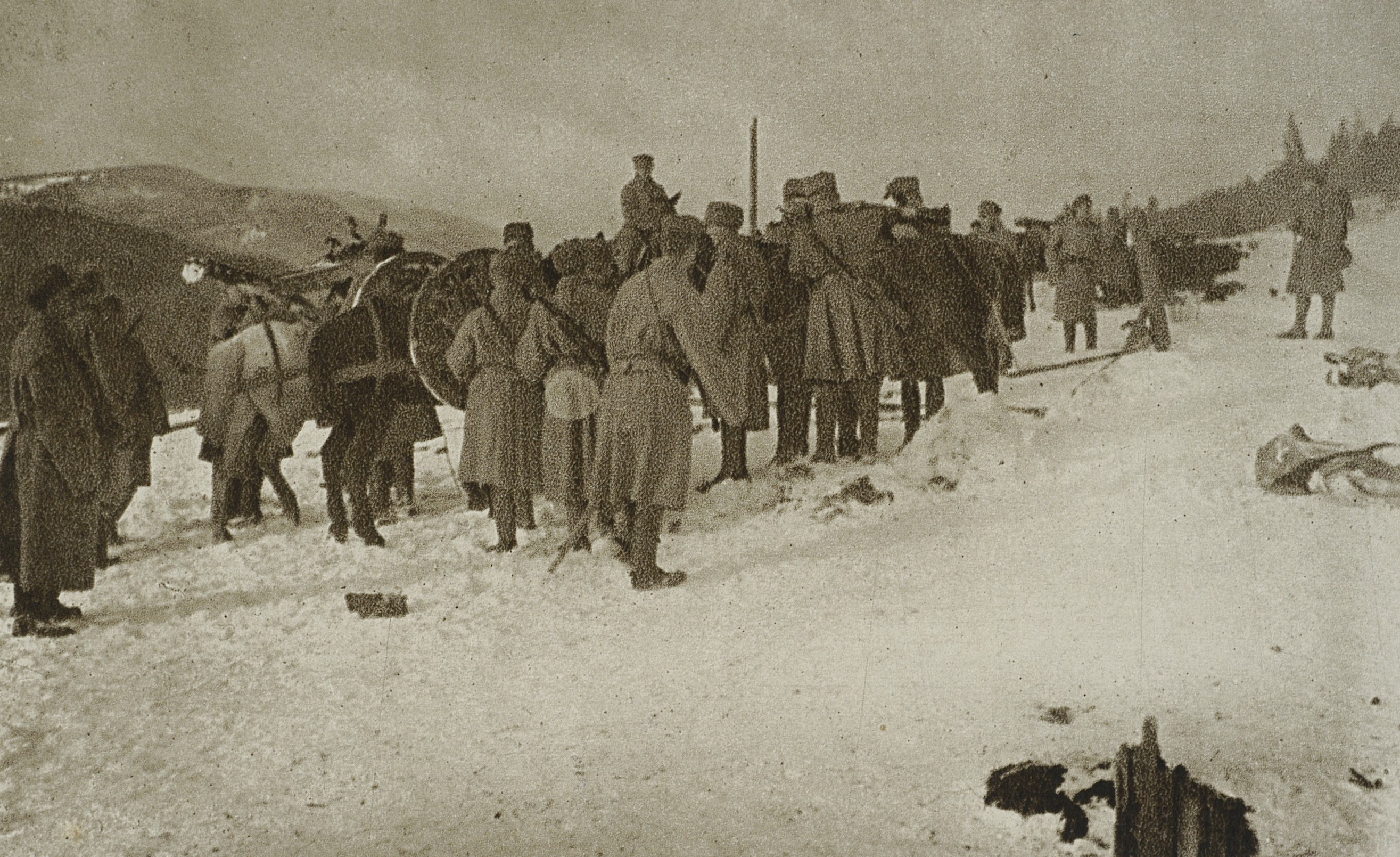
Artilleurs de la 2e brigade polonaise au mont Gorgany, 1915.

Pendant l'hiver 1914-1915, le groupe Pflanzer-Baltin soutient les efforts de la 3e armée dans la bataille des Carpates. Dans la nuit du 23 au 24 janvier, les légionnaires polonais remportent une victoire mineure mais symbolique sur les Russes dans la bataille de Rafajlowa (en) (actuelle Bystritsa (uk), oblast d'Ivano-Frankivsk). Le 1er février 1915, le groupe Pflanzer-Baltin mène une offensive de diversion sur le Dniestr tandis que la 3e armée s'efforce, sans succès, de percer les lignes russes pour délivrer la forteresse assiégée de Przemyśl. La brigade Lilienhoff avance vers Cârlibaba et Iacobeni dans la Bucovine occupée. En février, le corps Czibulka (de) est formé, comprenant les 36e division (Schreitter), 15e division (Benigni) et la brigade Lilienhoff. La 36e division, ramenée du front de Serbie, prend position entre le col des Tatars (col Yablonitsky) et le bourg de Deliatyn et passe à l'offensive, reprenant Tchernivtsi le 17 février et Otynia (en) le 18. La 8e armée russe, à partir du 26 février, doit renforcer le XXIIe corps au sud-est sur son aile gauche tandis que la 9e armée russe du général Platon Letchitski (8 divisions et demie d'infanterie et 5 de cavalerie) est déplacée de la Pologne centrale vers la Bucovine. Le front est de nouveau stabilisé.
Au printemps 1915, les lignes austro-hongroises sont renforcées par l'arrivée des troupes allemandes de la nouvelle Armée du Sud qui prend position au nord du groupe Pflanzer-Baltin. Le corps combiné sous commandement allemand du général Marschall von Altengottern, chargé d'épauler le groupe Pflanzer-Baltin, comprend la 30e division d'infanterie et la 10e division de cavalerie austro-hongroises et la 5e division de cavalerie allemande.
Le 1er mai 1915, le groupe Pflanzer-Baltin conduit une attaque de diversion vers Dolyna pour contrarier une offensive russe vers la Galicie occidentale. Le 8 mai, l'Armeegruppe est élevé au rang de 7e armée impériale et royale, avec pour commandant Karl von Pflanzer-Baltin et pour chef d'état-major Theodor von Zeynek (de). Le IIIe corps de Graz vient le renforcer, comprenant la 22e division de Schützen (chasseurs à pied) et la 28e division d'infanterie.
Également le 8 mai, les Schützen reprennent le bourg de Zalichtchyky et font 3 000 prisonniers. Mais, à partir du 9 mai, la 9e armée russe mène une puissante offensive, obligeant la 7e armée à reculer vers le Prout, les troupes autrichiennes subissant de lourdes pertes dans des combats de retardement. Cependant, l'offensive de Gorlice-Tarnów, menée en Galicie centrale par les forces germano-austro-hongroises du groupe d'armées von Mackensen, oblige la 9e armée russe à arrêter son avance en Bucovine pour envoyer des renforts à la 3e armée russe, gravement menacée dans le secteur du San.
Lors de la bataille du Dniestr (13-19 juillet 1915), la 7e armée et l'Armée du Sud mènent avec succès une offensive conjointe qui permet de reprendre Stanislav et Kolomya. À partir du 9 août 1915, l'ouverture d'une tête de pont sur le Dniestr à Tchernelytsia permet aux Germano-Austro-Hongrois d'avancer vers l'est et d'atteindre la Strypa à la fin du mois.
Du 9 au 12 septembre, lors de la bataille du Siret, la 9e armée russe reprend l'offensive dans le secteur de Tchortkiv contre l'aile nord de la 7e armée (XIIIe corps et 30e division). Les Austro-Hongrois doivent évacuer leur tête de pont et se replier sur la Srtypa. Les deux camps en reviennent à une guerre de position.
En octobre 1915, la 7e armée compte 106 bataillons et demi d'infanterie, 13 680 cavaliers et 375 canons. Elle se répartit en 5 corps :
- VIe corps (Arthur Arz von Straußenburg)
  - 12e et 39e divisions d'infanterie
  - 5e division de cavalerie
- XIIIe corps (Adolf von Rhemen zu Barensfeld (de))
  - 36e et 15e divisions d'infanterie
- Corps Johann von Henriquez
  - 30e division
  - 5e division de cavalerie
- Corps Benigni (de)
  - 5e et 6e divisions de cavalerie
- XIe corps (Ignaz Edler von Korda)
  - 42e division, 2e brigade polonaise, brigade Papp

### 1916

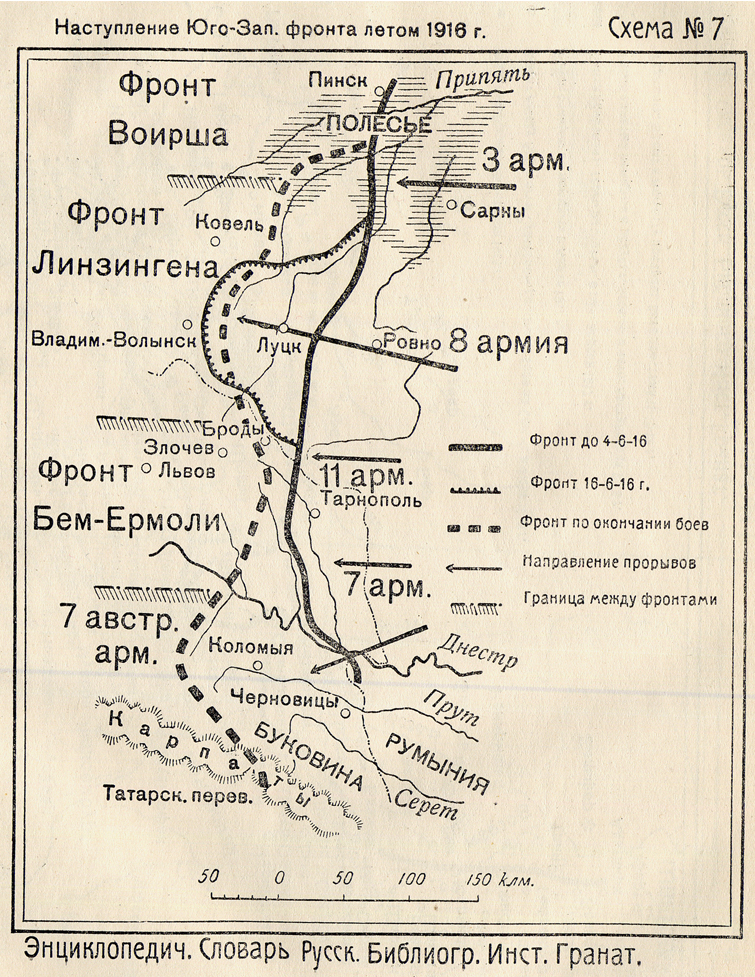
La 7e armée austro-hongroise et la 7e armée russe dans le secteur sud de l'offensive Broussilov, 1916, carte russe. Granat Encyclopedic Dictionary.

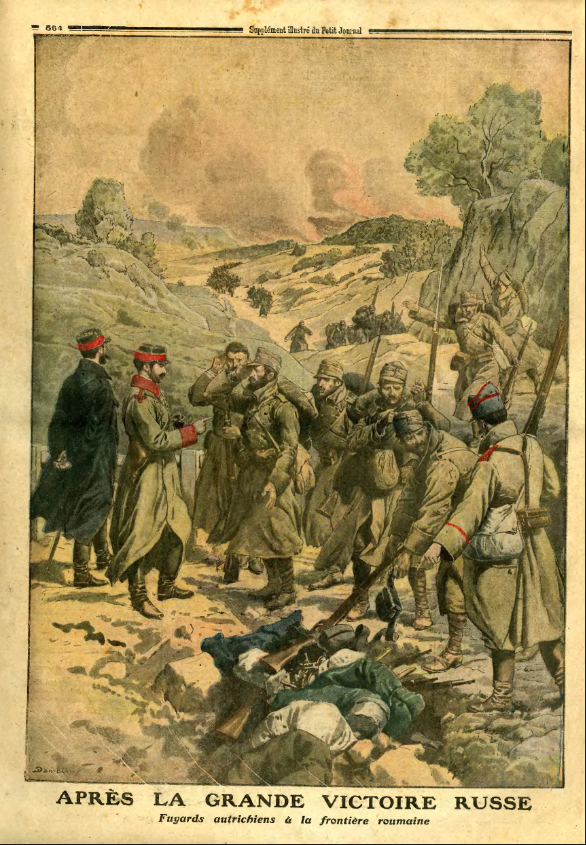
Fuyards autrichiens a la frontière roumaine. Le Petit Journal, 2 juin 1916.

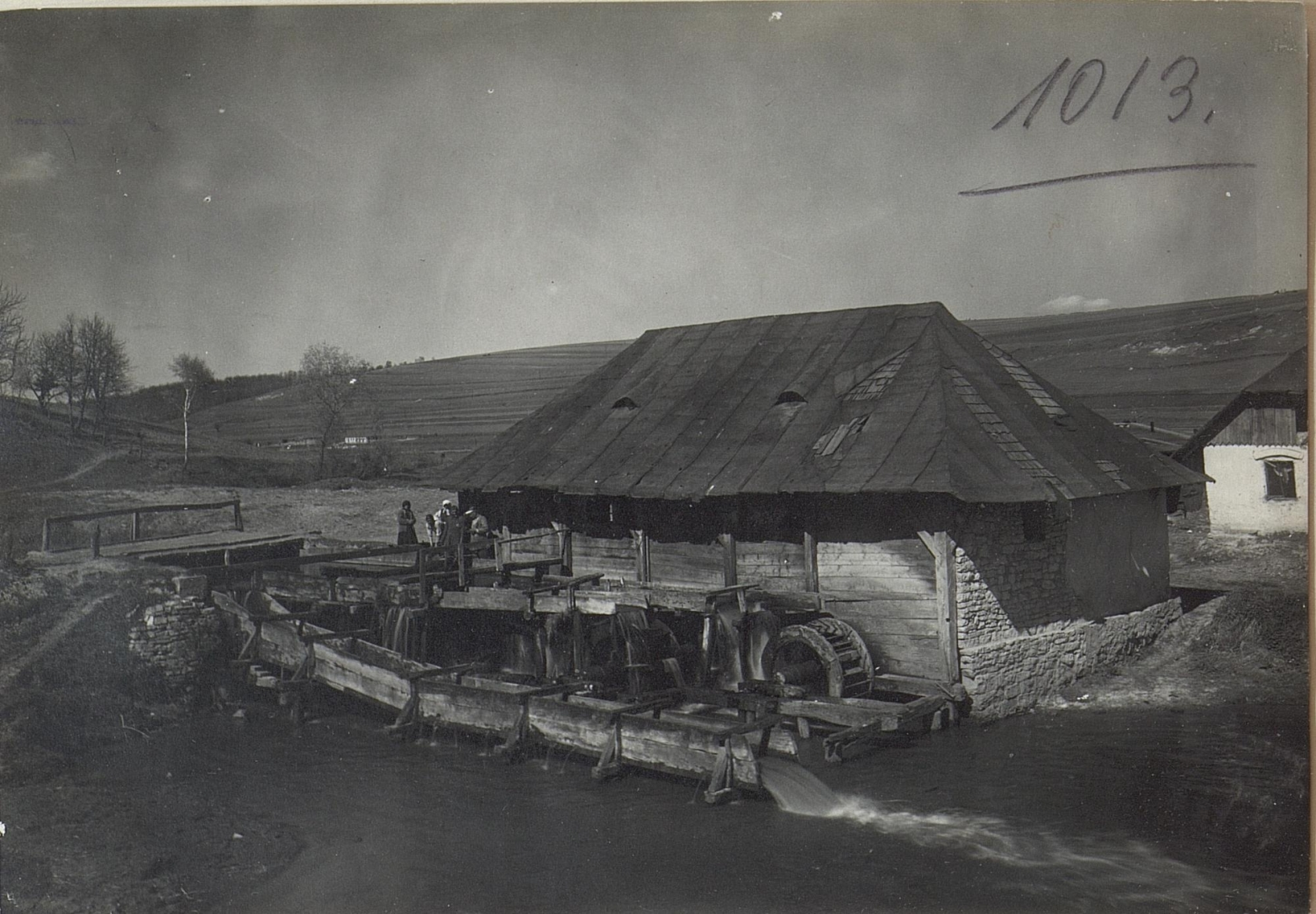
Moulin à Lipica Dolna sur la Narayivka, 1916

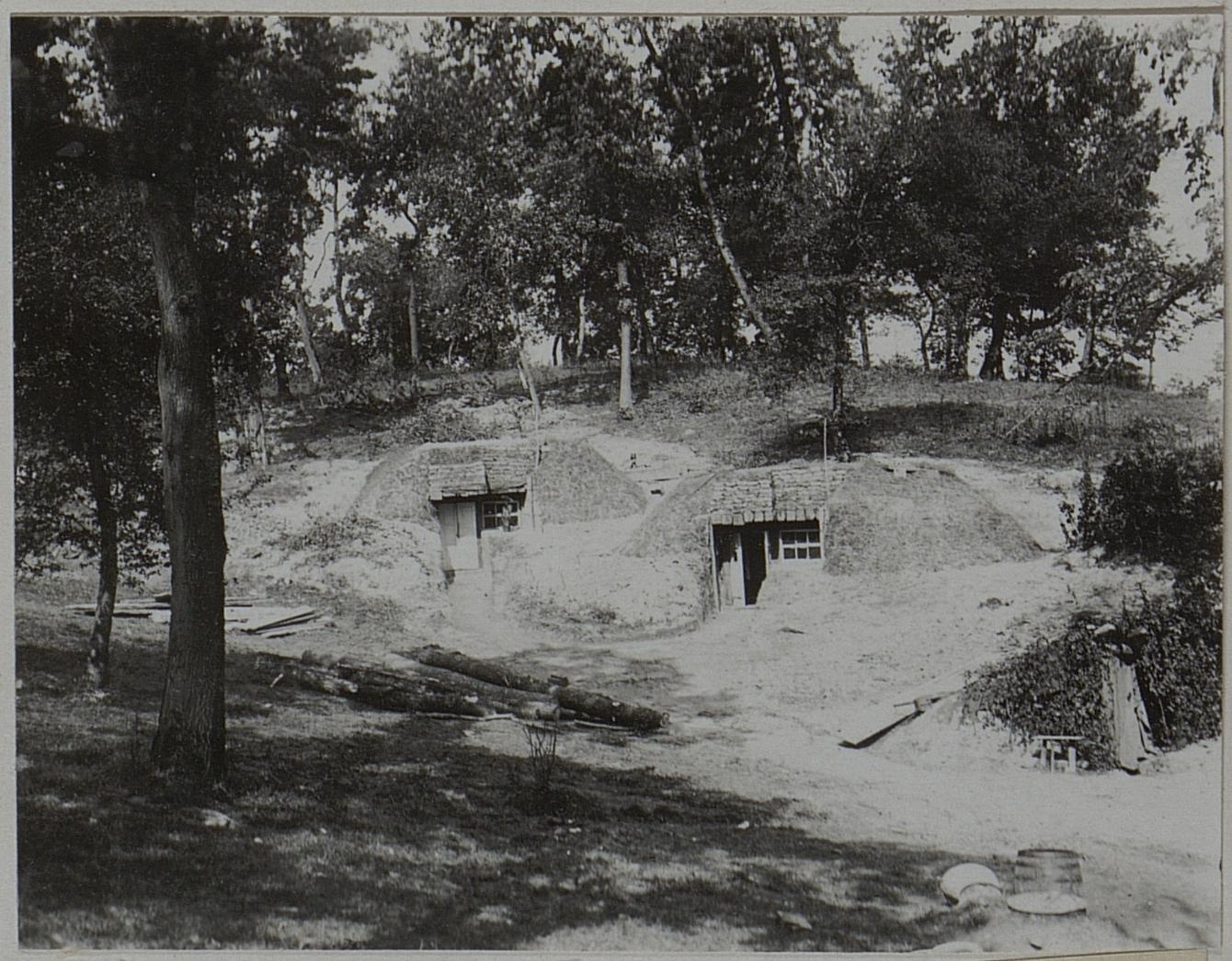
Casemate à Chelviv (Volhynie), 1916.

La 7e armée au nord du front roumain, août-décembre 1916.

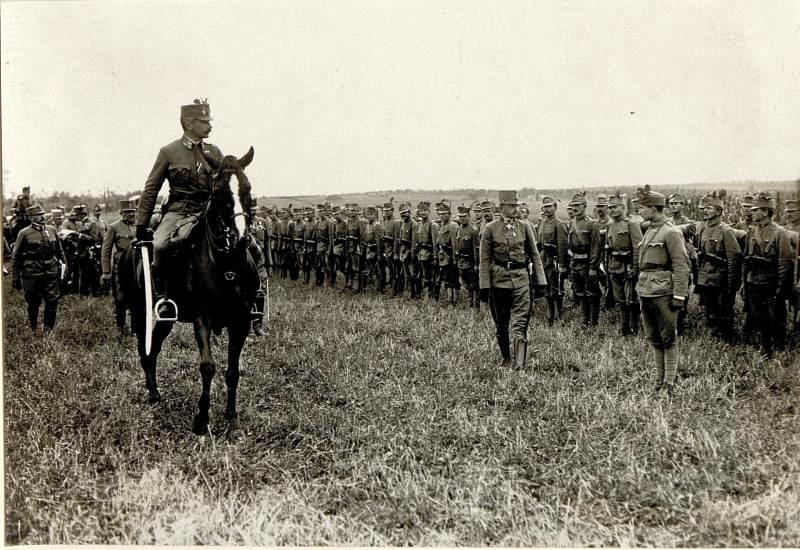
Revue des Schützen de la 7e armée à Brody, 1916.

En décembre 1915-janvier 1916, la 7e armée, solidement retranchée, repousse une offensive de forces russes deux fois plus nombreuses en Bessarabie. Le 1er mai 1916, Pflanzer-Baltin est promu au rang de Generaloberst (colonel général).
Le 4 juin 1916, l'armée russe lance l'offensive Broussilov contre les forces des Empires centraux. Tandis que la 4e armée austro-hongroise de l'archiduc Joseph-Ferdinand est balayée, la 7e armée subit l'offensive de la 7e armée russe du général Dmitri Chtcherbatchiov. Les IIe, XVIe et XXIIIe corps attaquent l'aile nord de la 7e armée austro-hongroise sur la Strypa. La 41e division ne peut empêcher les Russes de franchir la Strypa et de reprendre Boutchatch. Le 9 juin, la 9e division est taillée en pièces sur le Dniestr. Le 10 juin, la 36e division doit à son tour se replier.
Pflanzer-Baltin avait sous-estimé les capacités offensives des Russes et laissé une trop grande part de ses forces en première ligne. En quelques jours, le groupe Benigni est pratiquement hors de combat. Des divisions sont réduites à moins de 3 000 hommes et de nombreux canons sont perdus. Les Russes affirment avoir pris 38 000 prisonniers et 49 canons. Le 12 juin, par un télégramme de l'archiduc Frédéric de Teschen, chef honoraire des forces impériales et royales, Pflanzer-Baltin apprend que les Allemands acceptent d'envoyer des renforts à la 7e armée (les 107e division allemande et 48e division austro-hongroise) mais, en contrepartie, lui imposent le général allemand Hans von Seeckt comme chef d'état-major, le colonel von Zeynek restant comme chef d'état-major en second. L'archiduc ne cache pas que cette exigence allemande traduit l'emprise croissante du Haut État-major allemand sur le commandement austro-hongrois. Zeynek refuse cet arrangement et préfère se retirer tandis que Pflanzer-Baltin, dans son journal, déplore la brusquerie des manières allemandes. La 7e armée se replie d'une trentaine de km vers l'ouest en abandonnant Kolomya, ce qui oblige l'Armée du Sud, déjà menacée sur son flanc nord par l'effondrement de la 4e armée, à étendre son front vers le sud. Au total, la 7e armée recule d'une cinquantaine de km et perd environ 100 000 hommes. Tchernivtsi est de nouveau perdue le 18 juin, Kolomya le 29.
À la fin de juin, l'arrivée de renforts allemands (105e et 119e divisions) et de troupes austro-hongroises rappelées du front italien permettent de stabiliser le front à la hauteur de Stanislav et Obertyn.
En juillet, le général Viktor von Scheuchenstuel, arrivé d'Italie avec des troupes fraîches et nommé à la tête du VIIIe corps, trouve la situation tellement désespérée qu'il demande aussitôt à être relevé de son commandement. Pflanzer-Baltin nomme à sa place le général Benigni.
En août, une nouvelle offensive des XIe et XIIe corps russes oblige la 59e division et le XIIIe corps austro-hongrois à abandonner les hauteurs du Pirs Dora et les bourgs de Mariampol et Dubienko. Le 10 août, les Russes reprennent Stanislav. Au début de septembre, une nouvelle offensive de la 9e armée russe repousse les Austro-Hongrois à l'ouest de Nadvirna.
Au prix de lourdes pertes, les forces austro-hongroises et allemandes parviennent à défendre la position stratégique du col Yablonitsky et à limiter les conséquences de l'entrée de la Roumanie dans la Première Guerre mondiale à partir du 27 août. Le 8 septembre 1916, Pflanzer-Baltin se retire de son commandement en invoquant des raisons de santé. Il est remplacé par Karl von Kirchbach auf Lauterbach puis, le 20 octobre, par Hermann Kövess von Kövesshaza.
Le 17 septembre, le corps allemand Gerok conduit une contre-attaque sur la Narayivka qui permet de stabiliser le front de la 7e armée.
Le 13 octobre, l'archiduc héritier Charles d'Autriche reçoit le commandement nominal du groupe d'armées germano-austro-hongrois de Transylvanie, de Vatra Dornei, à la frontière de Bucovine, jusqu'au col de la Tour Rouge, comprenant, du nord au sud-ouest, les 7e et 1re armées austro-hongroises et la 9e armée allemande. Le 2 décembre, à la mort de l'empereur François-Joseph, l'archiduc Charles monte sur le trône et laisse le commandement de son groupe d'armées à son cousin l'archiduc Joseph-Auguste.

### 1917-1918

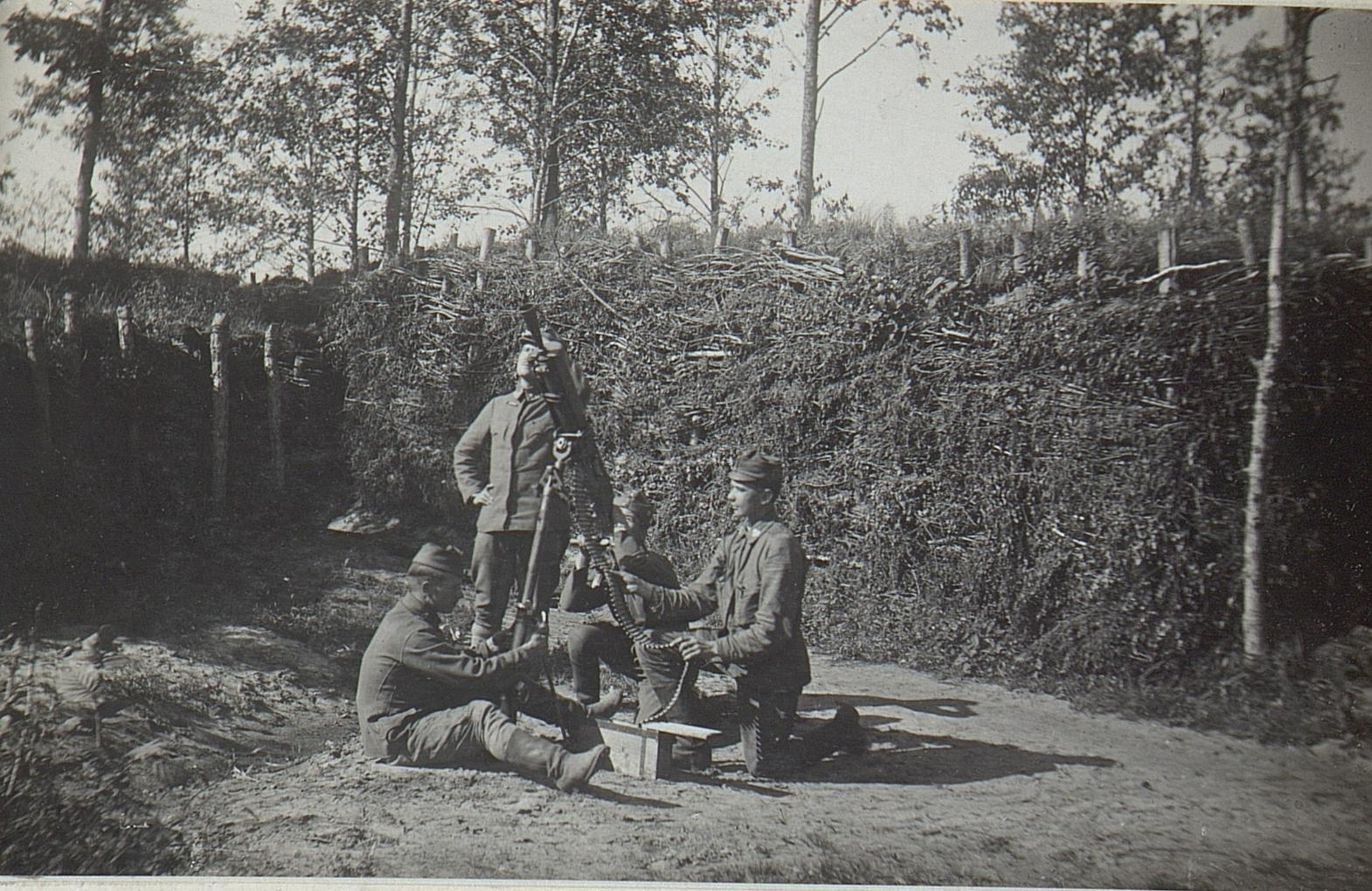
Déploiement d'une mitrailleuse du 33e régiment de Schützen sur le Stokhid, 1917

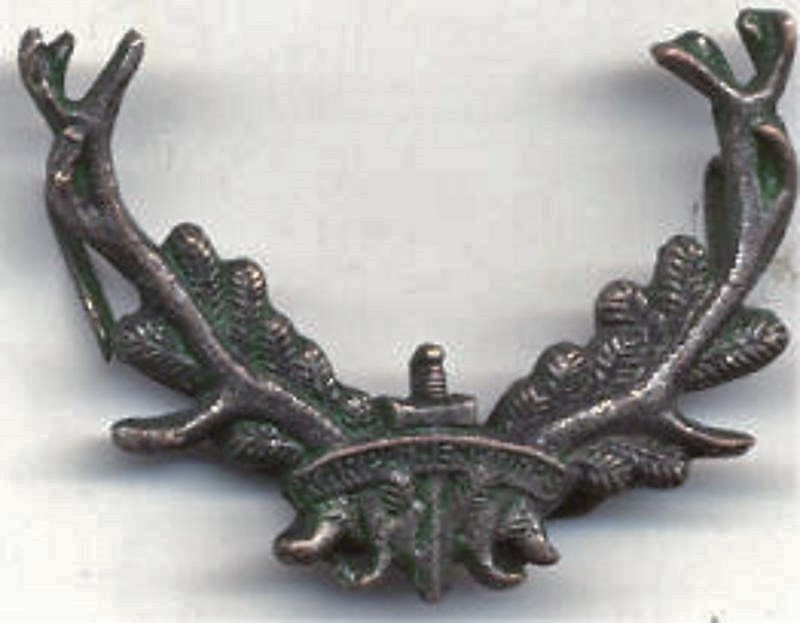
Insigne du Karpathenkorps, 1917.

Pendant l'offensive Kerenski de juillet 1917, la 7e armée tient la ligne des Carpates ukrainiennes sur une ligne reliant le col de Pantyr et les hauteurs de Lutowiska, Cârlibaba et Vatra Dornei, face à la 8e armée russe de Lavr Kornilov. La 7e armée comprend alors les unités suivantes :

Offensive Kerenski, juillet 1917. Du nord au sud : armées allemandes Woyrsch et Linsingen, 2e armée austro-hongroise, Armée du Sud allemande, 3e et 7e armées austro-hongroises.

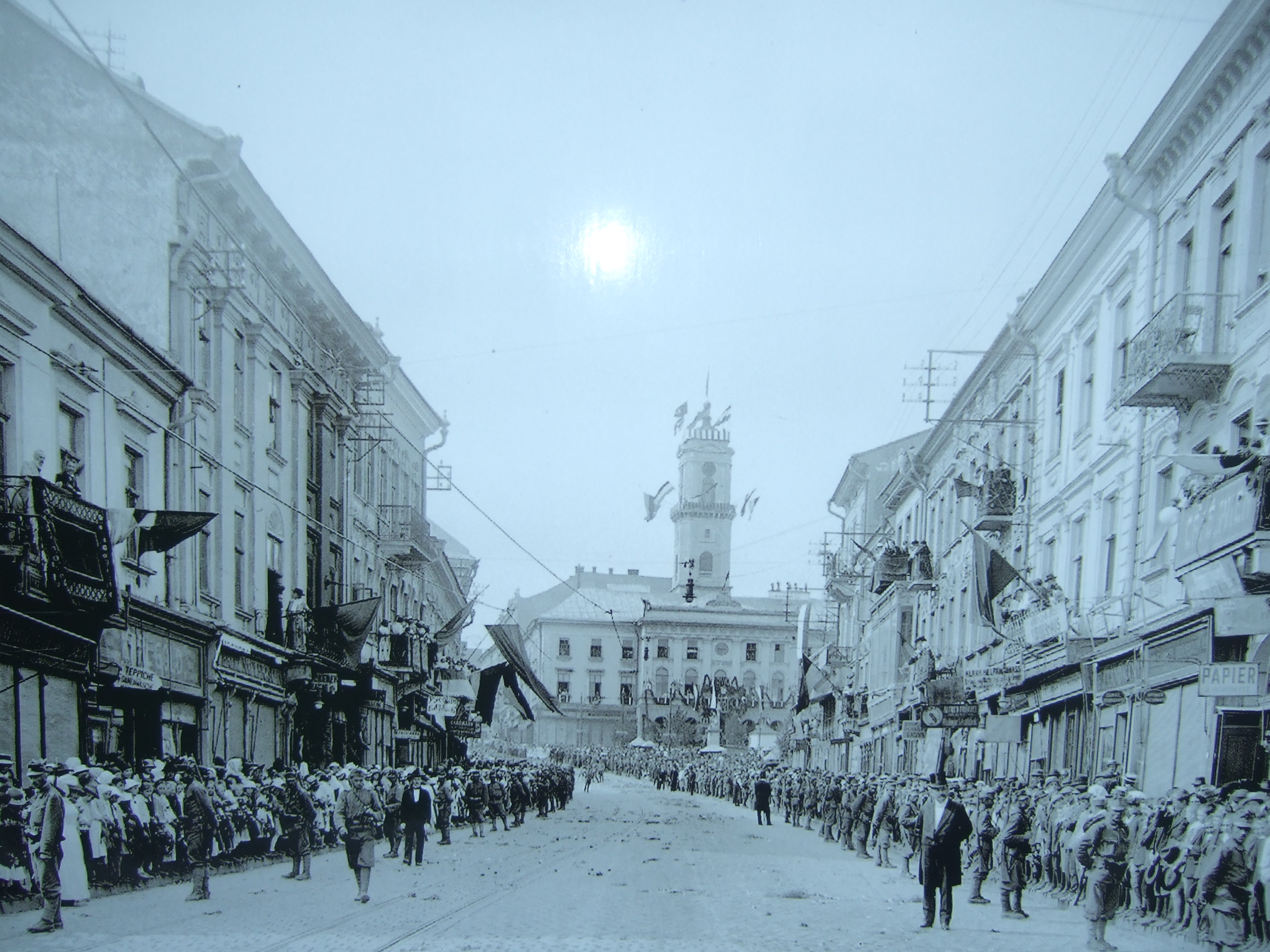
Troupes austro-hongroises à Tchernivtsi, 1917.

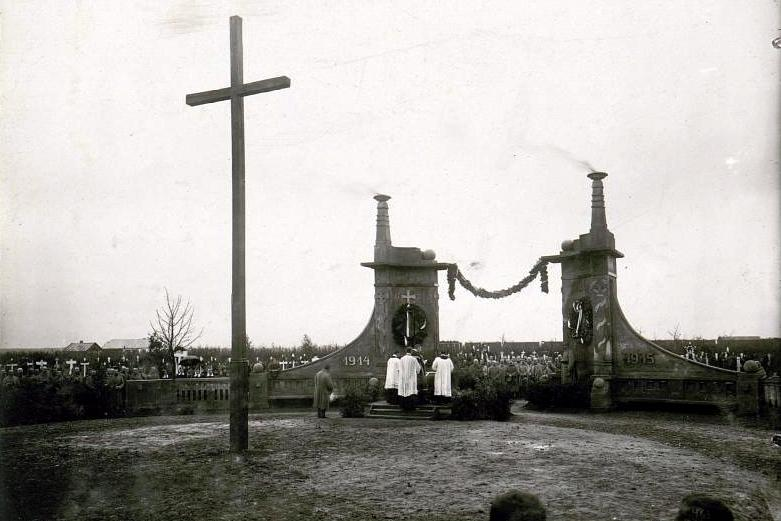
Cimetière militaire de Stry, 1917

- XVIIe corps (Ludwig von Fabini)
  - 8e division de cavalerie
  - 30e et 34e divisions
- Corps des Carpates allemand (Richard von Conta)
  - 1re et 200e divisions allemandes, 40e division de Honvéd
- Corps de cavalerie (Samuel Apór)
  - 5e et 6e divisions de cavalerie
- Groupe Pichler
  - 11e et 59e divisions
- XIe corps (Hugo von Habermann)
  - 51e et 74e divisions
- Groupe Krauß (de)
  - 117e division allemande

Après l'échec de l'offensive russe, les Germano-Austro-Hongrois poursuivent leur avantage par l'offensive de Ternopil (juillet-août 1917). À la fin de juillet, le groupe Litzmann reprend Stanislav et Nadvirna. Le 3 août, Tchernivtsi est de nouveau reprise. La nouvelle 1re armée russe, qui fait face à la 7e armée, doit se replier sur une ligne de Rădăuți à Gura Humorului.
À la suite de ces succès, le général Kövess est promu Feld-maréchal le 5 août, puis freiherr (baron) le même mois. L'année suivante, il est nommé à la tête d'un groupe d'armées comprenant les 7e et 1re armées austro-hongroises.
L'armistice du 15 décembre 1917, conclu entre les Empires centraux et le gouvernement révolutionnaire russe des bolcheviks, permet aux 3e et 7e armées austro-hongroises de récupérer la totalité de la Bucovine. Après l'opération Faustschlag de février-mars 1918 qui balaie les dernières défenses russes, la 7e armée occupe le triangle formé par le Siret, Gura Humorului et la Suceava tandis que la 1re armées (IXe et XXIe corps), plus au sud, occupe les frontières de la Transylvanie. Ces deux armées forment le groupe d'armées Kövess. En mars 1918, les 39e, 40e et 51e divisions de Honvéd obtiennent une permission pour les travaux agricoles en Hongrie. Le groupe d'armées Kövess est dissous 5 avril, et les commandements des 1re et 7e armées le 15 avril, avant même la conclusion du traité de Bucarest avec la Roumanie (7 mai 1918). Les Austro-Hongrois ne maintiennent que deux commandements des forces de sécurité, le VIIIe corps (général von Hafdy), devenu le Generalkommando 1, à Brașov, et le XIe corps (général Hugo von Habermann), devenu le Generalkommando 7, à Tchernivtsi.

## Commandants
- Karl von Pflanzer-Baltin (8 mai 1915 - 8 septembre 1916)
- Karl von Kirchbach auf Lauterbach (8 septembre - 20 octobre 1916)
- Hermann Kövess von Kövesshaza (20 octobre 1916 - 16 janvier 1918)
- Karl Křitek (16 janvier- 15 avril 1918)

## Sources et bibliographie
- (de) Cet article est partiellement ou en totalité issu de l’article de Wikipédia en allemand intitulé « 7. Armee (Österreich-Ungarn) » (voir la liste des auteurs) dans sa version du 12 janvier 2018.
- Spencer Tucker, World War I: The Definitive Encyclopedia and Document Collection, ABC Clio, 2014, Vol.3, p. 1246
- (en) Prit Buttar, Russia's Last Gasp : The Eastern Front 1916–17, Bloomsbury Publishing, 22 septembre 2016, 488 p. (ISBN 978-1-4728-1277-3, lire en ligne)